# 弗拉基米尔·米哈伊洛维奇·诺维科夫
弗拉基米尔·米哈伊洛维奇·诺维科夫（羅馬化：Vladimir Mikhailovich Novikov；1966年6月9日—）是俄罗斯政治人物，第七届和第八届国家杜马的代表。
诺维科夫的政治生涯始于1995年，当时他被任命为第一届阿尔乔姆市杜马代表。1997年，他开始担任阿尔乔姆市行政副主任。2000年，诺维科夫担任阿尔乔姆市政府代理负责人，一年后正式成为市长。2016年至2021年，担任滨海边疆区选区第七届国家杜马代表。2021年，再次当选第八届国家杜马议员。

## 荣誉
- 祖国功勋勋章
- 友谊勋章（英语：Order of Friendship (North Korea)）